# Helge Vonsyld
Helge Vonsyld (ur. 18 października 1947 w Randers) – duński piłkarz występujący na pozycji obrońcy.

## Kariera klubowa
Rasmussen przez całą karierę występował w zespole Randers Freja. Trzykrotnie zdobył z nim Puchar Danii (1967, 1968, 1973). Wywalczył też wicemistrzostwo Danii w 1973 roku.

## Kariera reprezentacyjna
W reprezentacji Danii Vonsyld zadebiutował 6 czerwca 1973 w przegranym 0:6 meczu eliminacji Mistrzostw Świata 1974 z Czechosłowacją. Wcześniej, w 1972 roku został powołany do kadry na Letnie Igrzyska Olimpijskie, zakończone przez Danię na drugiej rundzie. W latach 1973–1974 w drużynie narodowej rozegrał 10 spotkań.